# 杨文琦
杨文琦（1605年—1648年6月22日），字瑶仲，号楚石，浙江宁波府鄞县人。明末抗清人物，官拜监军推官。“宁波五君子”之一，又与弟杨文琮、杨文瓒、杨文球皆为明朝而死，被称为“甬上杨氏四忠”。“五君子”曾联合部分反正清军，密谋光复浙东，因人告密而失败，杨文琦等皆被捕處決。鲁监国追赠兵科都给事中，乾隆时，清廷令入祀忠义祠。

## 生平

### 家世背景
杨文琦出身于浙江鄞县名门杨氏，是嘉靖年间太仆寺卿杨美益的玄孙。其先世有弘治、正德年间的名臣杨守陈、杨守随、杨守阯等。

### 抗清活动
杨文琦初入县学，为生员，他虽然出身门阀世家，却喜欢结交江湖上的豪杰之士，仗义疏财，以至家贫。弘光元年（1645年），清军南下，随父杨秉鼐从军。后与弟弟杨文瓒一起前往福建谒见隆武帝朱聿键，隆武帝以其奏对称旨，命为泉州府惠安县训导，不久升为监纪推官。清军入闽后，隆武帝被害，杨氏兄弟知事不可为，返回故里。

### 翻城之役
鲁监国二年（1647年），华夏、王家勤、杨文琦、董德钦等反清人物，齐聚于屠献宸家中，联络打算反正的清军将领陈天宠、仲谟等，商量反清。杨文琦等潜入舟山，往见鲁王监国朱以海，请求派兵协助，鲁王命为监军佥事，令张名振等率兵往助；杨文琦又与抗清軍事人物王翊有旧交，专门负责接应该路明军。但被居乡的降臣谢三宾等告发，与事者皆被捕，被称为“五君子翻城之狱”。鲁监国三年五月初二（1648年6月22日），杨文琦等被清廷杀害，鲁王闻之，追赠兵科都给事中，乾隆四十一年（1776年），清廷下令将杨文琦入祀忠义祠。

## 家庭
杨文琦父亲杨秉鼐，曾率四个儿子一道从军抗清。弟弟杨文琮、杨文瓒、杨文球三人，都为国而死，被合称为“甬上杨氏四忠”，两幼弟杨文珽、杨文玠遭清廷流放而死。生母陈氏于崇祯十五年（1642年）病故，妻沈贞莲，弟媳张玉如（杨文瓒妻），闻夫死皆自尽。后人赞其满门忠烈，不坠家风。

## 诗词

### 杨文琦绝命诗
生为大明臣，死为大明鬼。
铁石磷可磨，贞心良独伟。
七尺有根源，未肯自卑菲。
松柏吹寒风，矫然异凡卉。

### 他人诗作
《挽杨瑶仲广文》
明·张煌言
泽国由来已坠天，敢云补缺有青毡。
欲逃东海波难挽，纵饿西山蕨亦膻。
屋上几时曾集鵩，堂前从此不升鳣。
相遭犹记言珍重，岂意归吟薤露篇。

## 引用
1. ↑  顾诚《南明史》第十五章第二节：“‘五君子’是史籍中一个不十分准确的概念，它实际上指的是华夏、王家勤、屠献宸、杨文琦、杨文瓒、董德钦、董志宁等人在宁波策划的反清密谋。”
2. ↑  《同治鄞县志·卷三十九·人物传十四》：“杨文琦，字瑶仲，号楚石，美益元孙。”
3. ↑  《忠义录》卷5《两杨传》：“其先文懿公守陈，与守随、守阯并进士，历位尚书，天下称‘浙江三杨’。”
4. ↑  《鲒埼亭集外编》卷10《杨氏四忠双烈合状》：“推官尤喜交当世豪杰，以引进其诸弟，然家贫甚。”
5. ↑  《南疆绎史摭遗·卷十二·舟山尽节江上殉事诸臣列传》：“截江之役，太公亲帅诸子从军。”
6. ↑  《同治鄞县志·卷三十九·人物传十四》：“而同弟文瓒入闽，唐王临轩试之，对言：‘今日宜作马上天子，未可狃承平积习。’王奇之，以明经上等即授惠安训导，寻加监纪推官。”
7. ↑  《忠义录》卷5《两杨传》：“清兵负胜深入，而闽之悍将弃险退走，纵火大掠。文瓒知不可为，遂归；文琦亦奔归，兄弟相对哭。”
8. ↑  《忠义录》卷5《两杨传》：“丁亥秋，文琦潜入海谒监国。监国与语，奇其才，授监军佥事，令定西将军张名振，吏部尚书张肯堂，于腊月进兵，文琦与文瓒及山中诸帅为应。”
9. ↑  《南疆绎史摭遗·卷十二·舟山尽节江上殉事诸臣列传》：“文琦与大兰寨主王翊最善，于是有五君子之难，而文琦独主西南一道。”
10. ↑  《南疆绎史摭遗·卷十二·舟山尽节江上殉事诸臣列传》：“夏疏不甚防，己而果为三宾所告；陈、仲二将犹秣马待应，而诸道兵已尽为官军所截。”
11. ↑  《小腆纪年附考》卷14：“文琦就讯，但言文瓒不与谋，请释之养父，而自请速死。与夏、家勤、献宸、德钦同就辟，所谓五君子翻城之狱也。”
12. ↑  《同治鄞县志·卷三十九·人物传十四》：“文琦遂与华夏同死，时戊子夏五月二日也，鲁王赠文琦兵科都给事中。”
13. ↑  《钦定胜朝殉节诸臣录》卷9。
14. ↑  《小腆纪年附考》卷14：“杨文瓒得释归，三宾复构之，乃复逮辟；文琮以通海上赵彪事，死；文球以福宁之不守，与阁部刘中藻偕死：世又谓‘甬上杨氏四忠’云。”
15. ↑  《继甬上耆旧诗》卷10：“又其二文珽、文玠皆以四忠故遣戍，毙于道。”
16. ↑  《鲒埼亭集外编》卷10《杨氏四忠双烈合状》：“而四忠双烈出焉，遂以收三百年世臣之局。迹其一门被歼，不可谓不惨，然而为故国增重矣。”
17. ↑  《张忠烈公集》卷4。

| 寧波五君子                                   |
| -------------------------------------------- |
| 華夏 \| 王家勤 \| 屠献宸 \| 楊文琦 \| 董德欽 |